# Joaquín Tobio Burgos
Joaquín Tobio Burgos (Chascomús, 14 de diciembre de 2004) es un futbolista argentino. Juega como extremo en Estudiantes de La Plata de la Primera División de Argentina.

## Trayectoria
Sus primeros pasos en el fútbol fueron en las divisiones infantiles de Tiro Federal Chascomús y Club Atlético Chascomús de su ciudad natal. Se fue a probar a las divisiones menores de River Plate, Argentinos Juniors y Defensa y Justicia, donde no fue elegido. Sin embargo, en el año 2022 quedó seleccionado en la quinta división de Estudiantes de La Plata.
En abril de 2024 integró la lista de buena fe del Club Estudiantes de La Plata para la Copa Libertadores 2024.
A mediados de agosto de 2024 firmó su primer contrato profesional con la institución de La Plata hasta fines de 2026.
El 7 de octubre de 2024, debutó en la Primera División de Argentina ingresando a los 67 minutos en el triunfo de Estudiantes contra Banfield por 2 a 1 como visitante. Joaquín Tobio Burgos ingresó y convirtió el segundo gol del equipo, en lo que fue un debut consagratorio. En su quinto partido en Primera División, volvió a marcar en el empate 1-1 ante San Lorenzo en condición de visitante.
El 21 de diciembre de 2024 integró el equipo titular que obtuvo el Trofeo de Campeones de la Liga Profesional 2024, en el triunfo de Estudiantes de La Plata ante Vélez Sarsfield por 3-0 en el Estadio Único Madre de Ciudades de Santiago del Estero.
En la fecha 1 del Torneo Apertura 2025 convirtió un gol en la victoria de Estudiantes por 3 a 1 ante Unión en condición de local. 

## Clubes
| Club                    | País      | Año           |
| ----------------------- | --------- | ------------- |
| Estudiantes de La Plata | Argentina | 2024-presente |

## Estadísticas
Actualizado al último partido disputado el 1 de junio de 2025.
| Estudiantes de La Plata Argentina | 1.ª           | 2024          | 10 | 2 | 1 | 0 | 0 | 0 | 11 | 2 |
| Estudiantes de La Plata Argentina | 1.ª           | 2025          | 11 | 2 | 2 | 1 | 3 | 0 | 16 | 3 |
| Estudiantes de La Plata Argentina | Total club    | Total club    | 21 | 4 | 3 | 1 | 3 | 0 | 27 | 5 |
| Total carrera | Total carrera | Total carrera | 21 | 4 | 3 | 1 | 3 | 0 | 27 | 5 |
| (1) La copa nacional se refiere a la Copa Argentina, Copa de la Liga Profesional y Trofeo de Campeones. (2) La copa internacional se refiere a la Copa Sudamericana y Copa Libertadores. |               |               |    |   |   |   |   |   |    |   |

## Palmarés

### Campeonatos nacionales
| Título              | Equipo                  | País      | Año  |
| ------------------- | ----------------------- | --------- | ---- |
| Trofeo de Campeones | Estudiantes de La Plata | Argentina | 2024 |